# Red Internacional de Periódicos de la Calle

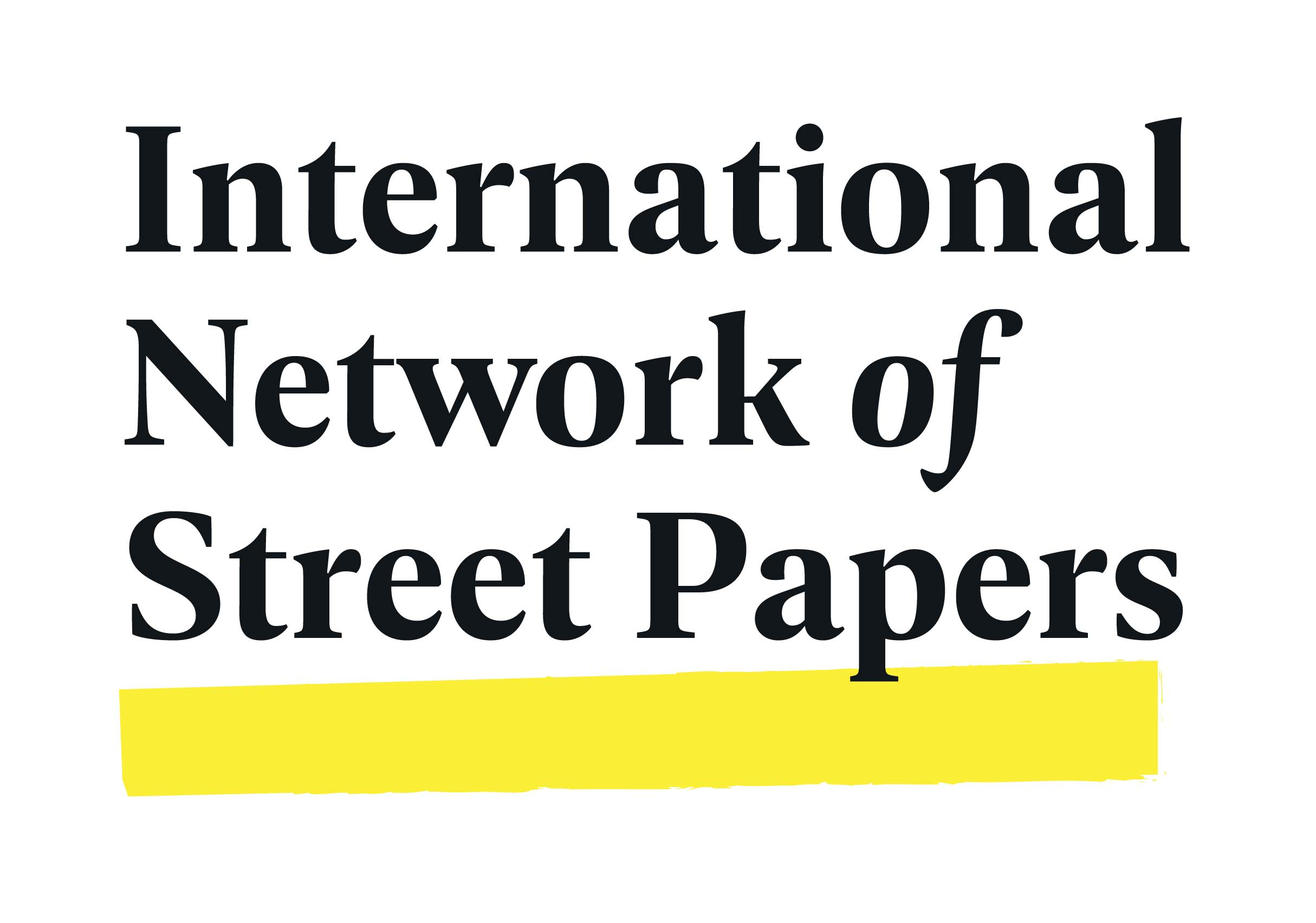
Logotipo del INSP

La Red Internacional de Periódicos de la Calle (por sus siglas en inglés INSP) es una organización sin fines de lucro, así como una comunidad global dedicada a combatir la pobreza y la falta de vivienda.  La organización apoya a las publicaciones, revistas y periódicos de la calle para que inicien, desarrollen y escalen a través de eventos, redes regionales, oportunidades de aprendizaje entre pares. También cuenta con una agencia de noticias internacional llamada News Service. Su misión es conectar a los periódicos de la calle y a sus seguidores, construyendo un movimiento global para combatir la pobreza.
La organización tiene su sede en Glasgow, Escocia, integra a más de 90 periódicos callejeros en 35 países.

## Servicio de noticias INSP
El Servicio de Noticias INSP (anteriormente Servicio de Noticias de la Calle) es una agencia de noticias para periódicos callejeros, gestionada por la red. Publica artículos, ensayos, noticias y fotos de periódicos y, en ocasiones, escritos por personas en situación de calle, pobreza y otras formas de marginación. Permite a los periódicos callejeros de todo el mundo compartir historias entre sí. INSP ha establecido alianzas con agencias como Reuters, la Fundación Thomson Reuters, Inter Press Service, The Conversation, Next City y otras agencias externas para compartir historias y fotos con los miembros de la red. 
El propio INSP también crea contenido original para el Servicio de Noticias el cual se distribuye semanalmente en dos idiomas a más de 200 periodistas.